# Samuel Eliot Bassett
Samuel Eliot Bassett (* 11. August 1873 in Wilton, Connecticut; † 21. Dezember 1936 in Burlington, Vermont) war ein US-amerikanischer Klassischer Philologe.

## Leben
Samuel Eliot Bassett, der Sohn eines Arztes, studierte an der Yale University (B.A. 1898) und unternahm anschließend mehrjährige Bildungs- und Forschungsreisen durch Europa. Er vertiefte seine Studien an der American School of Classical Studies at Athens (ASCSA) und an den Universitäten zu Berlin und Freiburg. Nach einem Jahr als Fellow an der ASCSA (1901/1902) kehrte er nach Yale zurück und schrieb seine Doktorarbeit bei Thomas Day Seymour (1848–1907).
Gleich nach der Promotion (1905) wurde Bassett zum Professor of Greek an der University of Vermont ernannt, wo er den Rest seines Lebens lehrte und forschte. Obwohl seit 1915 ein chronisches Leiden seine Arbeit erschwerte, veröffentlichte er über 100 Artikel in amerikanischen und englischen Zeitschriften. Für das Jahr 1923/1924 wurde er zum Präsidenten der American Philological Association gewählt, für das Jahr 1931/1932 zum Gastprofessor an der ASCSA. Für das Jahr 1936/1937 wurde er als Sather Professor an die Universität Berkeley eingeladen. Er starb jedoch vor Antritt der Professur am 21. Dezember 1936. Seine bereits ausgearbeitete Vorlesungsreihe wurde postum veröffentlicht.
Bassetts Forschungsschwerpunkt waren die homerischen Epen, deren Stil und Metrik er seit seinem Studium untersuchte. Wie die meisten amerikanischen Philologen vertrat er als Unitarier den Standpunkt, Homer sei der Dichter sowohl der Ilias als auch der Odyssee. Anders als die Analytiker, nach denen die zahlreichen Widersprüche in den Epen ihre Kompilation aus mehreren Einzelepen belegt, betonte Bassett die gelungene Komposition der Ilias und Odyssee. Er stellte dazu in seinem postumen Werk Poetry of Homer verschiedene Thesen über Homers Kompositionsprinzipien auf und trat dagegen ein, moderne Maßstäbe an die Epen anzulegen.

## Schriften (Auswahl)
- Poetry of Homer. Berkeley 1938 (Sather Classical Lectures 15). Neuausgabe mit einer Einleitung von Bruce Heiden. Lanham (MD) 2003. ISBN 0-7391-0696-1
  - Rezension von Ruth Scodel, BMCR 2003-12-18